# Конвой OG 82
Конвой OG 82 (англ. Convoy OG 82) — 82-й атлантичний конвой серії OG транспортних і допоміжних суден у кількості 17 одиниць, який у супроводженні союзних кораблів ескорту прямував від Британських островів до Гібралтару. Конвой вийшов 8 квітня 1942 року з Ліверпуля. На маршруті руху конвою німецький підводний човен здійснив невдалу спробу атакувати транспортні судна, але був виявлений та потоплений кораблями ескорту. 20 квітня 1942 року конвой без втрат прибув до Гібралтару.

## Історія
Конвой OG 82, що прямував до Гібралтару, складався з 17 транспортних суден, що перевозили військові матеріали та торгові товари. Комодором конвою був капітан Ей Джей Бакстер на Baron Yarborough, а конвой захищала 36-та ескортна група, але неповного складу. Група, яку очолював командор «Джонні» Вокер, складалася з шлюпа «Сторк» і корветів класу «Флавер» «Конволвулус», «Пентстемон», «Ветч» і «Гарденія» (приєднався 13 квітня). Захист конвою посилили озброєні вантажні судна — кораблі КАТ Empire Eve і Empire Heath, а також рятувальне судно Toward.
8 квітня 1942 року конвой OG 82 вийшов з Ліверпуля. 14 квітня 1942 року він проходив по західному краю Біскайської затоки, коли на нього наразився U-252, що прямував до Франції після завершення свого першого бойового походу. Командир підводного човна, капітан-лейтенант Кай Лерхен, надіслав звіт про спостереження, в якому зазначив, що ворожий конвой прямує під легким супроводом і що він почав стежити.
Наземні станції Королівського флоту перехопили цей радіосигнал і передали його Вокеру. Він швидко направив свої чотири корвети на пошуки підводного човна, який був зафіксований радаром «Ветча». Коли «Ветч» наблизився до субмарини, U-252 здійснив аварійне занурення та випустив дві торпеди, які ледь не влучили в британський корвет. Вокер відправив інші корвети назад до конвою та на «Сторкі» почав полювання з «Ветчем». Разом вони здійснили кілька атак, скинувши загалом 45 глибинних бомб, і U-252 було знищено.
Подальших атак не відбулося, і 20 квітня конвой OG 82 прибув до Гібралтару без втрат.
Цей маленький по масштабам битви за Атлантику епізод, що призвів до знищення одного підводного човна, мав далекосяжні наслідки. Зникнення U-252 після повідомлення про зустріч із конвоєм із легким супроводом було схоже на зникнення U-82 шість тижнів тому в цьому ж районі океану. З цього моменту командувач підводних сил Крігсмаріне (нім. Befehlshaber der U-Boote (BdU) адмірал Карл Деніц дійшов помилкового висновку, що союзники влаштовують приманку, надсилаючи важкоозброєні протичовнові кораблі, які маскують під слабкий конвой, щоб діяти як пастка для підводних човнів. Тому він наказав своїм підводним човнам уникати нападу на конвої в районі Біскайської затоки, що стало в нагоді для союзників на якійсь час.

## Кораблі та судна конвою OG 82[1]

### Транспортні судна
Позначення
| Назва                    | Прапор          | Тоннаж (GRT) | Прим.                                                |
| ------------------------ | --------------- | ------------ | ---------------------------------------------------- |
| Baron Ramsey (1929)      | Велика Британія | 3 650        |                                                      |
| Baron Yarborough (1928)  | Велика Британія | 3 388        |                                                      |
| Cara (1929)              | Велика Британія | 1 760        |                                                      |
| City of Lancaster (1924) | Велика Британія | 3 041        |                                                      |
| Crane (1937)             | Велика Британія | 785          |                                                      |
| Empire Eve (1941)        | Велика Британія | 5 979        | КАТ судно                                            |
| Empire Heath (1941)      | Велика Британія | 6 643        | КАТ судно                                            |
| Empire Snipe (1919)      | Велика Британія | 2 497        | прямувало до Лісабона                                |
| Guido (1920)             | Велика Британія | 3 921        |                                                      |
| Leadgate (1925)          | Велика Британія | 2 125        | пізніше приєдналося та 18 квітня відстало від конвою |
| Macbrae (1924)           | Велика Британія | 2 117        |                                                      |
| Newton Pine (1925)       | Велика Британія | 4 212        |                                                      |
| Ogmore Castle (1919)     | Велика Британія | 2 481        |                                                      |
| Ousel (1922)             | Велика Британія | 1 533        |                                                      |
| Pencarrow (1921)         | Велика Британія | 4 841        | прямувало до Лісабона                                |
| Shuna (1937)             | Велика Британія | 1 575        |                                                      |
| Toward (1923)            | Велика Британія | 1 571        | Рятувальне судно конвою                              |

### Кораблі ескорту
| Назва         | Прапор                                  | Тип корабля          | Прим.        |
| ------------- | --------------------------------------- | -------------------- | ------------ |
| «Конволвулус» | Військово-морські сили Великої Британії | корвет типу «Флавер» | 9-20 квітня  |
| «Гарденія»    | Військово-морські сили Великої Британії | корвет типу «Флавер» | 13-20 квітня |
| «Пентстемон»  | Військово-морські сили Великої Британії | корвет типу «Флавер» | 9-20 квітня  |
| «Сторк»       | Військово-морські сили Великої Британії | шлюп типу «Біттерн»  | 9-20 квітня  |
| «Ветч»        | Військово-морські сили Великої Британії | корвет типу «Флавер» | 9-20 квітня  |

## Підводні човни Крігсмаріне, що брали участь в атаці на конвой
| Назва | Тип       | Командир                     | Результати атаки |
| ----- | --------- | ---------------------------- | --- |
| U-252 | типу VIIC | капітан-лейтенант Кай Лерхен | О 22:30 14 квітня 1942 року потоплений південно-західніше Ірландії глибинними бомбами британського шлюпу «Сторк» та британського корвету «Ветч» |